# 博克斯特爾
博克斯特爾（荷蘭語：Boxtel）是荷蘭的一個市镇，位於荷蘭南部，在行政區劃上屬於北布拉班特省。1794年在這裡發生了博克斯特爾戰役。

## 外部連結
- 维基共享资源上的相關多媒體資源：博克斯特爾
- Official website（页面存档备份，存于）